# Liste der Bau- und Bodendenkmale im Landkreis Prignitz

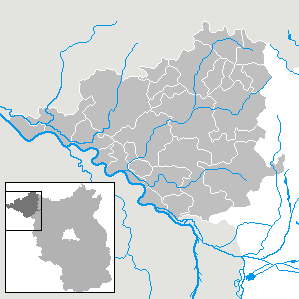
Karte des Landkreises Prignitz

Die Liste der Bau- und Bodendenkmale im Landkreis Uckermark  enthält die Kulturdenkmale (Bau- und Bodendenkmale) im Landkreis Prignitz. Grundlage der Einzellisten sind die in den jeweiligen Listen angegebenen Quellen. Die Angaben in den einzelnen Listen ersetzen nicht die rechtsverbindliche Auskunft der zuständigen Denkmalschutzbehörde.

## Aufteilung
Wegen der großen Anzahl von Kulturdenkmalen im Landkreis Prignitz ist diese Liste in Teillisten nach den Städten und Gemeinden aufgeteilt.
| Stadt/Gemeinde         | Karte | Denkmallisten                 | Bild eines Denkmals |
| ---------------------- | ----- | ----------------------------- | ------------------- |
| Bad Wilsnack           |       | - Baudenkmale - Bodendenkmale |                     |
| Lenzen (Elbe)          |       | - Baudenkmale - Bodendenkmale |                     |
| Meyenburg              |       | - Baudenkmale - Bodendenkmale |                     |
| Perleberg              |       | - Baudenkmale - Bodendenkmale |                     |
| Pritzwalk              |       | - Baudenkmale - Bodendenkmale |                     |
| Putlitz                |       | - Baudenkmale - Bodendenkmale |                     |
| Wittenberge            |       | - Baudenkmale - Bodendenkmale |                     |
| Groß Pankow (Prignitz) |       | - Baudenkmale - Bodendenkmale |                     |
| Gumtow                 |       | - Baudenkmale - Bodendenkmale |                     |
| Karstädt (Prignitz)    |       | - Baudenkmale - Bodendenkmale |                     |
| Plattenburg            |       | - Baudenkmale - Bodendenkmale |                     |
| Breese                 |       | - Baudenkmale - Bodendenkmale |                     |
| Legde/Quitzöbel        |       | - Baudenkmale - Bodendenkmale |                     |
| Rühstädt               |       | - Baudenkmale - Bodendenkmale |                     |
| Weisen                 |       | - Baudenkmale - Bodendenkmale |                     |
| Cumlosen               |       | - Baudenkmale - Bodendenkmale |                     |
| Lanz (Prignitz)        |       | - Baudenkmale - Bodendenkmale |                     |
| Lenzerwische           |       | - Baudenkmale - Bodendenkmale |                     |
| Gerdshagen             |       | - Baudenkmale - Bodendenkmale |                     |
| Halenbeck-Rohlsdorf    |       | - Baudenkmale - Bodendenkmale |                     |
| Kümmernitztal          |       | - Baudenkmale - Bodendenkmale |                     |
| Marienfließ            |       | - Baudenkmale - Bodendenkmale |                     |
| Berge (Prignitz)       |       | - Baudenkmale - Bodendenkmale |                     |
| Gülitz-Reetz           |       | - Baudenkmale - Bodendenkmale |                     |
| Pirow                  |       | - Baudenkmale - Bodendenkmale |                     |
| Putlitz                |       | - Baudenkmale - Bodendenkmale |                     |
| Triglitz               |       | - Baudenkmale - Bodendenkmale |                     |